# Протистояння Віландер-Лендл
Протистояння Лендл-Віландер - протистояння між двома тенісистами - чехом Іваном Лендлом та шведом Матсом Віландером, які у період 1982-1994 років зіграли між собою 22 матчі. Лендл лідирує 15-2. .
Вони 9 разів грали між собою на ТВШ, і Лендл лідирує 5-4. Найбільш помітним було їхнє домінування та суперництво на Ролан Гаррос, де вони на двох виграли шість із семи турнірів у період 1982-1988, при чому у фіналі за цей час вони грали одне проти одного тільки двічі, кожен має по одній перемозі. .

## Статистика
| Легенда          |
| Великий шолом    |
| Підсумковий      |
| Кубок Девіса     |
| Мастерс          |
| Світовий Тур ATP |

| Рік  | Турнір                    | Покриття | Раунд | Переможець | Рахунок                 | Лендл | Віландер |
| ---- | ------------------------- | -------- | ----- | ---------- | ----------------------- | ----- | -------- |
| 1982 | Ролан Гаррос              | ґрунт    | 1/8   | Віландер   | 4–6, 7–5, 3–6, 6–4, 6–2 | 0     | 1        |
| 1982 | US Open                   | хард     | 1/8   | Лендл      | 6–2, 6–2, 6–2           | 1     | 1        |
| 1982 | Барселона                 | ґрунт    | ЧФ    | Віландер   | 7–6, 6–1                | 1     | 2        |
| 1983 | Брюссель                  | килим    | ПФ    | Лендл      | 7–6, 7–6                | 2     | 2        |
| 1983 | Мастерс Цинциннаті        | хард     | ПФ    | Віландер   | 6–0, 6–3                | 2     | 3        |
| 1983 | US Open                   | хард     | ЧФ    | Лендл      | 6–4, 6–4, 7–6           | 3     | 3        |
| 1983 | Australian Open           | трава    | Ф     | Віландер   | 6–1, 6–4, 6–4           | 3     | 4        |
| 1984 | Командний чемпіонат світу | ґрунт    | ГР    | Лендл      | 7–6, 7–5                | 4     | 4        |
| 1984 | Ролан Гаррос              | ґрунт    | ПФ    | Лендл      | 6–3, 6–3, 7–5           | 5     | 4        |
| 1984 | Кубок Девіса              | ґрунт    | ПФ    | Віландер   | 6–3, 4–6, 6–2           | 5     | 5        |
| 1985 | Мастерс Монте-Карло       | ґрунт    | Ф     | Лендл      | 6–1, 6–3, 4–6, 6–4      | 6     | 5        |
| 1985 | Командний чемпіонат світу | ґрут     | ГР    | Лендл      | 6–4, 6–3                | 7     | 5        |
| 1985 | Ролан Гаррос              | ґрунт    | Ф     | Віландер   | 3–6, 6–4, 6–2, 6–2      | 7     | 6        |
| 1985 | Токіо                     | килим    | Ф     | Лендл      | 6–0, 6–4                | 8     | 6        |
| 1986 | Бока Вест                 | хард     | Ф     | Лендл      | 3–6, 6–1, 7–6, 6–4      | 9     | 6        |
| 1986 | Підсумковий               | килим    | ПФ    | Лендл      | 6–4, 6–2                | 10    | 6        |
| 1987 | Ролан Гаррос              | ґрунт    | Ф     | Лендл      | 7–5, 6–2, 3–6, 7–6      | 11    | 6        |
| 1987 | US Open                   | хард     | Ф     | Лендл      | 6–7, 6–0, 7–6, 6–4      | 12    | 6        |
| 1987 | Підсумковий               | килим    | Ф     | Лендл      | 6–2, 6–2, 6–3           | 13    | 6        |
| 1988 | US Open                   | хард     | Ф     | Віландер   | 6–4, 4–6, 6–3, 5–7, 6–4 | 13    | 7        |
| 1994 | Сідней                    | хард     | 1/16  | Лендл      | 6–2, 6–1                | 14    | 7        |
| 1994 | Корал Спрінгс             | ґрунт    | 1/8   | Лендл      | 6–3, 4–6, 7–5           | 15    | 7        |